# Konvertergas
Konvertergas oder Tiegelgas ist ein Gasgemisch, das bei der Rohstahlproduktion im LD-Konverter anfällt. Neben Kohlenstoffmonoxid, der Hauptkomponente nach Volumen, enthält es Kohlenstoffdioxid, Spülgase (Stickstoff oder Argon) sowie Wasserstoff. Wie auch Gicht- und Kokereigas ist Tiegelgas ein sogenanntes Kuppelgas und findet als Brennstoff u. a. zur Stromerzeugung Anwendung.

## Entstehung
Die Hauptaufgabe des LD-Verfahrens besteht darin, unedle Legierungselemente aus den metallischen Einsatzstoffen – Roheisen und Schrott – zu entfernen. Dies geschieht meist durch Aufblasen von Sauerstoff auf das Metallbad. Die dabei entstehenden Oxide von Silizium, Phosphor, Mangan und Eisen bilden zusammen mit dem zugesetzten Branntkalk die Konverterschlacke.
Kohlenstoff reagiert hingegen zu gasförmigen Produkten. Dabei handelt es sich zumeist um Kohlenstoffmonoxid. Dessen Entstehung gehorcht der folgenden Bruttoreaktion. Dabei kennzeichnen eckige Klammern in der Schmelze gelöste Elemente und geschwungene Klammern gasförmige Spezies.
{\displaystyle [{\text{C}}]+{\frac {1}{2}}\{{\text{O}}_{2}\}\rightarrow \{{\text{CO}}\}}
Das so gebildete Kohlenstoffmonoxid wird zusammen mit anderen Gasen sowie Stäuben über die Mündung aus dem Konverter abgesaugt. Bei der Produktion von einer Tonne Rohstahl im Konverterprozess kommt es zur Freisetzung von durchschnittlich rund 50–100 Nm³ Konvertergas.

## Eigenschaften
Beim Austritt aus dem Konverter weist das Gas eine Temperatur von 1200 °C und Kohlenstoffmonoxidgehalte von 70–80 vol.-% auf. Der theoretische Heizwert liegt bei etwa 8,2 MJ/Nm³ und übertrifft damit den Heizwert von Gichtgas (2,6–4,0 MJ/Nm³) deutlich.
Die genaue Zusammensetzung von Tiegelgas variiert je nach Betriebsbedingungen, Nachbehandlung und Sauerstoffverfügbarkeit. Die nachfolgende Tabelle gibt typische Konzentrationsbereiche und Mittelwerte der wichtigsten Tiegelgasbestandteile an. Die angeführten Durchschnittswerte betreffen ausreagiertes Abgas bei 15 °C, 60 mbar und 100 % Feuchtigkeit.
| Bestandteil | Durchschnitt | Variationsbereich | Einheit |
| ----------- | ------------ | ----------------- | ------- |
| CO          | 72,5         | 55–80             | vol.-%  |
| CO2         | 16,2         | 10–18             | vol.-%  |
| N2+Ar       | 8,0          | 8–26              | vol.-%  |
| H2          | 3,3          | 2–10              | vol.-%  |

Neben den angegebenen Hauptbestandteilen kann Tiegelgas außerdem Schwefeldioxid und Stickoxide enthalten. Das Abgas fungiert weiterhin als Träger für beträchtliche Mengen an Staub – pro Tonne Rohstahl etwa 15–20 kg. Zur Staubentfernung dienen Venturiwäscher oder trockene bzw. feuchte Elektrofilter.

## Nutzung

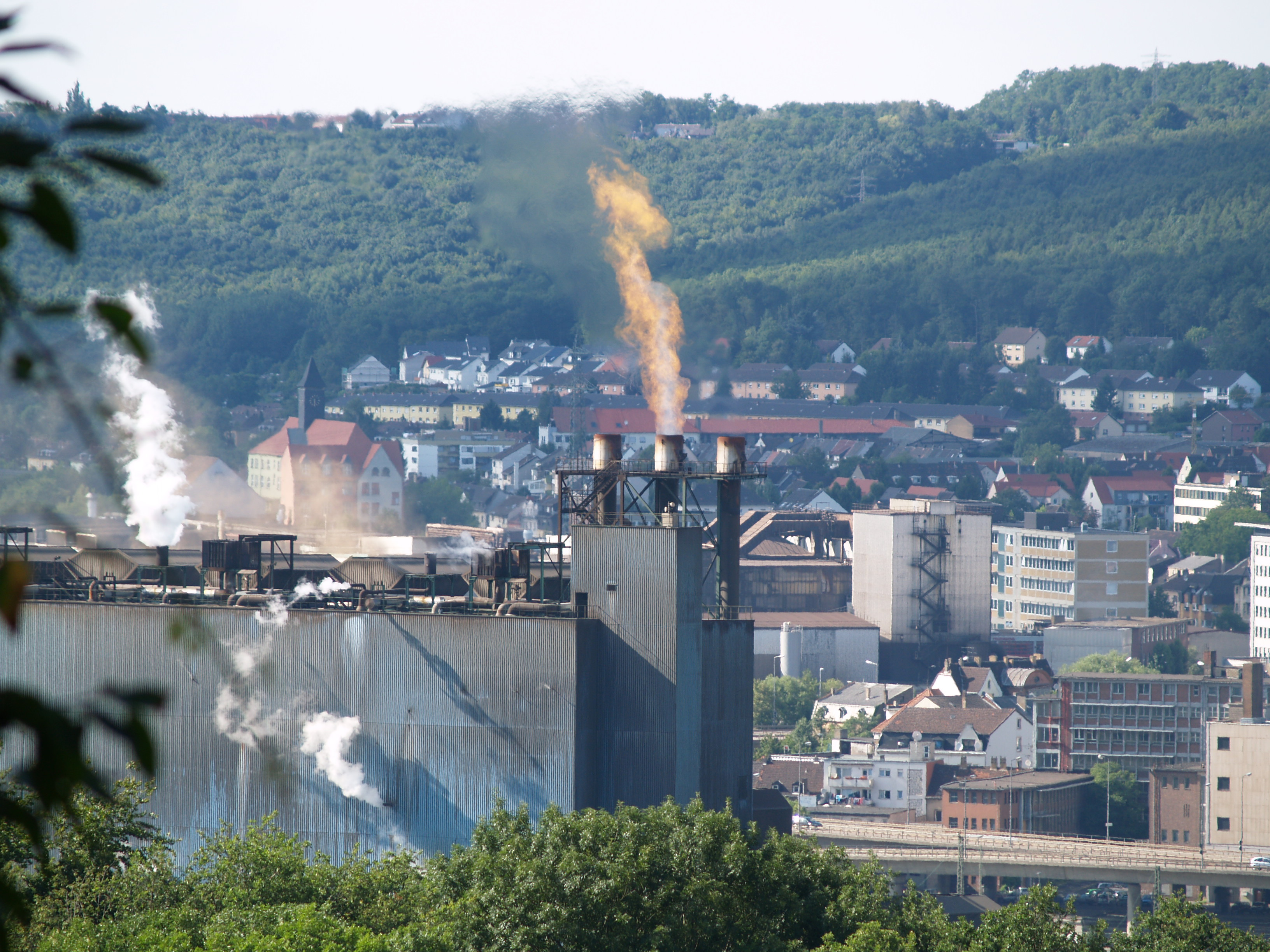
Gasfackeln für Konvertergas im Blasstahlwerk Völklingen

Zur Energiegewinnung eignet sich Konvertergas gleichermaßen zufolge seiner fühlbaren und latenten Wärme. Erstere ist durch die Temperatur des Gases vorgegeben, zweitere durch seine chemische Zusammensetzung, insbesondere durch den CO-Gehalt.
Wird dem Konvertergas nach dem Verlassen des Tiegels Luft beigemischt, so kommt es zu einer Abgasnachverbrennung. Durch die exotherme Oxidation von Tiegelgasbestandteilen durch Luftsauerstoff steigt die Temperatur des Abgasstromes deutlich an, während CO-Konzentration und chemische Wärme abnehmen. Dies ist insbesondere dann erwünscht, wenn das heiße Tiegelgas zur Dampferzeugung genutzt wird – hohe Temperaturen wirken sich positiv auf die Menge an produziertem Dampf aus, aus dem sich unmittelbar elektrische Energie gewinnen lässt.
Eine gezielte Unterdrückung der Abgasnachverbrennung führt zu einem Konvertergas mit hohen CO-Gehalten. Nach einer Gaswäsche und ggf. Wärmerückgewinnung lässt sich das aufgearbeitete Tiegelgas zwischenlagern, bevor es zeit- und ortsflexibel weitergenutzt wird – beispielsweise als Ersatz für Erdgas. Diese Verwertungsmöglichkeit gewinnt zunehmend an Bedeutung: Da der Konverterprozess ein diskontinuierliches Verfahren darstellt, geschieht die Freisetzung von Konvertergas keineswegs gleichmäßig, sondern gleichzeitig zum Sauerstoffblasen in Schüben zu etwa 15 Minuten. Hohe Temperaturen und Gasmengen zufolge der Abgasnachverbrennung stellen eine Belastung für das Abgassystem dar, zudem können die fluktuierenden Gas- und in weiterer Folge Dampfvolumina nicht immer vollständig energetisch verwertet werden.
Die energetische Verwertung von Tiegelgas setzt ausreichend hohe CO-Gehalte (mindestens ≈ 30 vol.-%) bei niedrigen O2-Gehalten (höchstens ≈ 2 vol.-%) voraus. Die genauen Grenzwerte variieren je nach Anlage. Konvertergas, das während der ersten und letzten paar Minuten des Sauerstoffblasens anfällt, erfüllt diese Anforderungen nicht und wird in Gasfackeln verfeuert.